# Pro Patria et Libertate Sezione Calcio 1983-1984
Questa pagina raccoglie le informazioni riguardanti la Pro Patria et Libertate nelle competizioni ufficiali della stagione 1983-1984.

## Stagione
Nella stagione 1983-1984 la Pro Patria ha disputato il girone B del campionato di Serie C2, si è piazzata in nona posizione con 32 punti in classifica. Il torneo è stato vinto con 48 punti dal Pavia che è stato promosso in Serie C1, al secondo posto si è classificata il Piacenza con 47 punti, anch'essa promossa in Serie C1. Molte le partenze in casa bustocca, con la rosa che è stata di fatto rivoluzionata. Nuovo anche il tecnico Antonio Soncini un allenatore emergente, che impone la tattica del fuorigioco, pressing alto e movimento delle punte. Concetti assorbiti e attuati con profitto dai giovani tigrotti in questa stagione. A metà novembre sono in testa alla classifica, fino a primavera lottano nelle zone alte della classifica, poi un calo vistoso, che riporta la Pro Patria a mezza classifica, al nono posto finale.
Nella Coppa Italia di Serie C la Pro Patria disputa il girone C di qualificazione, dove il Legnano prevale beffardamente sulla squadra bustocca, per miglior differenza reti.

## Rosa
| N. |                   | Ruolo | Calciatore           |
| -- | ----------------- | ----- | -------------------- |
|    | Italia (bandiera) | C     | Alessandro Ardimanni |
|    | Italia (bandiera) | C     | Riccardo Bellotto    |
|    | Italia (bandiera) | D     | Alfredo Betz         |
|    | Italia (bandiera) | A     | Emiliano Boi         |
|    | Italia (bandiera) | A     | Sergio Casilli       |
|    | Italia (bandiera) | D     | Giuseppe Colombo     |
|    | Italia (bandiera) | D     | Guido Corradi        |
|    | Italia (bandiera) | D     | Gino Cossaro         |
|    | Italia (bandiera) | C     | Maurizio De Fraia    |
|    | Italia (bandiera) | C     | Marcello Grandi      |
|    | Italia (bandiera) | C     | Lorenzo Martinelli   |

| N. |                   | Ruolo | Calciatore        |
| -- | ----------------- | ----- | ----------------- |
|    | Italia (bandiera) | P     | Gianni Mazza      |
|    | Italia (bandiera) | D     | Stefano Montanini |
|    | Italia (bandiera) | P     | Antonio Pagani    |
|    | Italia (bandiera) | A     | Ernestino Ramella |
|    | Italia (bandiera) | A     | Luca Rivetta      |
|    | Italia (bandiera) | C     | Walter Sabatini   |
|    | Italia (bandiera) | C     | Claudio Treggia   |
|    | Italia (bandiera) | D     | Rodolfo Vanoli    |
|    | Italia (bandiera) | D     | Giorgio Zaninetti |
|    | Italia (bandiera) | C     | Tiziano Zorzetto  |

## Risultati

### Campionato

#### Girone di andata
| Arbitro: | Squadrito (Catania) |

|              |           |  |
| Zorzetto 57’ | Marcatori |  |

| Arbitro: | De Santis (Treviso) |

|                       |           |                        |
| Pischetola 23’ (rig.) | Marcatori | 6’ Casilli 73’ Ramella |

| Arbitro: | Barbaraci (Cagliari) |

|         |           |                |
| Boi 48’ | Marcatori | 70’ Roccaforte |

| Arbitro: | Dal Forno (Ivrea) |

|  |           |                      |
|  | Marcatori | 46’ Boi 89’ Zorzetto |

| Arbitro: | Beschin (Legnago) |

|                 |           |              |
| Ramella 6’, 20’ | Marcatori | 76’ Tascheri |

| Mantova 23 ottobre 1983 6ª giornata | Mantova          | 0 – 0 | Pro Patria | Stadio Danilo Martelli\| Arbitro: \| Cesca (Latisana) \| |
| Arbitro:                            | Cesca (Latisana) |       |            |                                                          |

| Arbitro: | Satariano (Palermo) |

|                      |           |  |
| De Fraia 35’ Boi 64’ | Marcatori |  |

| Busto Arsizio 6 novembre 1983 8ª giornata | Pro Patria      | 0 – 0 | Gorizia | Stadio Carlo Speroni\| Arbitro: \| Bettini (Forlì) \| |
| Arbitro:                                  | Bettini (Forlì) |       |         |                                                       |

| Arbitro: | Di Cola (Avezzano) |

|  |           |              |
|  | Marcatori | 62’ De Fraia |

| Arbitro: | Moschet (Conegliano) |

|  |           |                              |
|  | Marcatori | 31’ Coratella 82’ Chistolini |

| Arbitro: | Cassi (Pisa) |

|             |           |  |
| Madonna 80’ | Marcatori |  |

| Arbitro: | Fassari (Catania) |

|            |           |             |
| Groppi 77’ | Marcatori | 65’ Ramella |

| Arbitro: | Lamberti (Barletta) |

|                            |           |                        |
| Ramella 31’ Boi 69’ (rig.) | Marcatori | 41’ Mostosi 59’ Fabris |

| Arbitro: | Mele (Bergamo) |

|           |           |  |
| Sessi 23’ | Marcatori |  |

| Arbitro: | Bailo (Novi Ligure) |

|  |           |           |
|  | Marcatori | 43’ Tappi |

| Arbitro: | Pucci (Firenze) |

|             |           |  |
| Masuero 59’ | Marcatori |  |

| Arbitro: | Carrubba (Siracusa) |

|             |           |  |
| Casilli 36’ | Marcatori |  |

#### Girone di ritorno
| Arbitro: | Marascia (Roma) |

|                |           |               |
| Minincleri 39’ | Marcatori | 80’ Fortunato |

| Busto Arsizio 5 febbraio 1984 19ª giornata | Pro Patria      | 0 – 0 | Sant'Angelo | Stadio Carlo Speroni\| Arbitro: \| Grechi (Milano) \| |
| Arbitro:                                   | Grechi (Milano) |       |             |                                                       |

| Arbitro: | Gargiulo (Napoli) |

|              |           |                    |
| Sabatini 14’ | Marcatori | 34’ (rig.) Capuzzo |

| Busto Arsizio 19 febbraio 1984 21ª giornata | Pro Patria           | 0 – 0 | Brembillese | Stadio Carlo Speroni\| Arbitro: \| Giacometti (Voghera) \| |
| Arbitro:                                    | Giacometti (Voghera) |       |             |                                                            |

| Arbitro: | Satariano (Palermo) |

|             |           |  |
| Tascheri 4’ | Marcatori |  |

| Arbitro: | Tedeschi (Bologna) |

|                  |           |  |
| Ramella 48’, 73’ | Marcatori |  |

| Omegna 11 marzo 1984 24ª giornata | Omegna                | 0 – 0 | Pro Patria | Stadio della Liberazione\| Arbitro: \| Sanguineti (Chiavari) \| |
| Arbitro:                          | Sanguineti (Chiavari) |       |            |                                                                 |

| Arbitro: | Della Rovere (Torino) |

|                |           |  |
| Diodicibus 14’ | Marcatori |  |

| Busto Arsizio 1º aprile 1984 26ª giornata | Pro Patria         | 0 – 0 | Mira | Stadio Carlo Speroni\| Arbitro: \| Pegoretti (Trento) \| |
| Arbitro:                                  | Pegoretti (Trento) |       |      |                                                          |

| Arbitro: | Bonazza (Monfalcone) |

|                            |           |  |
| Pozzoli 33’ Chistolini 54’ | Marcatori |  |

| Arbitro: | Baldacci (Torino) |

|                         |           |            |
| Zorzetto 1’ Ramella 60’ | Marcatori | 81’ Tonini |

| Busto Arsizio 29 aprile 1984 29ª giornata | Pro Patria                    | 0 – 0 | Pergocrema | Stadio Carlo Speroni\| Arbitro: \| Frattin (Castelfranco Veneto) \| |
| Arbitro:                                  | Frattin (Castelfranco Veneto) |       |            |                                                                     |

| Arbitro: | Alfonso (Alghero) |

|                    |           |             |
| Mostosi 60’ (rig.) | Marcatori | 18’ Casilli |

| Arbitro: | Dalfovo (Trento) |

|  |           |                    |
|  | Marcatori | 17’, 83’ Grosselli |

| Arbitro: | Pomentale (Bologna) |

|              |           |  |
| Solfrini 24’ | Marcatori |  |

| Arbitro: | Di Savino (Foggia) |

|                   |           |             |
| Grandi 72’ (rig.) | Marcatori | 80’ Scienza |

| Arbitro: | Bruni (Arezzo) |

|                              |           |  |
| Biancuzzi 60’ F. Bressan 63’ | Marcatori |  |

### Coppa Italia

#### Girone C
| Arbitro: | Pozzati (Alghero) |

|                        |           |              |
| Ramella 8’ Cossaro 85’ | Marcatori | 37’ Casalino |

| Arbitro: | Baldini (Piacenza) |

|                               |           |  |
| Baldan 16’ Cossaro 52’ (aut.) | Marcatori |  |

| Arbitro: | Grechi (Milano) |

|             |           |  |
| Ramella 36’ | Marcatori |  |

| Arbitro: | Mazzetti (Firenze) |

|  |           |                         |
|  | Marcatori | 19’ Ramella 35’ Casilli |

| Arbitro: | Mele (Bergamo) |

|                         |           |                        |
| Ramella 32’ Cossaro 66’ | Marcatori | 46’ (rig.) De Lorentis |

| Arbitro: | Dall'Oca (Abbiategrasso) |

|             |           |  |
| Vanotti 80’ | Marcatori |  |